# Château de Prye
 (décembre 2016).
Le château de Prye est un château du XVIIe siècle construit sur un ancien château-fort, situé sur la commune de La Fermeté, isolé dans la vallée de l'Ixeure, dans le département de la Nièvre, arrondissement de Nevers, canton de Saint-Benin-d'Azy. À 14 km au sud-est de Nevers, sur la RD 18. Il est actuellement une propriété privée, et situé à 240 mètres d'altitude.

## Historique
Construit dans un immense parc de 156 hectares, sur le site d'une ancienne forteresse dont il ne reste qu'une tour et les douves, le château jouxte la forêt des Amognes, clos par un mur de 7 kilomètres de long. Le château actuel est une construction réalisée entre le XVIIe siècle et le XIXe siècle.

## Architecture
Cet édifice est actuellement composé de deux corps de logis construits sur un soubassement élevé et deux niveaux supérieurs, plus un de combles. Ils sont reliés par un passage couvert, à voûte d'arêtes en anse de panier. Il est construit dans une pierre  de teinte chaleureuse extraite de la carrière qui se trouve sur le domaine. Des douves bordent les façades au sud-ouest. Il comporte une galerie Louis XIII, des salons ornés de tapisseries et des pièces d'apparat.

### Le pavillon d'entrée
Au-dessus de ce logis, un faux chien-assis porte les armoiries de la Maison Du Bourg, surmontées de la couronne de Marquis.

### Le corps de logis principal
Les façades sont percées de fenêtres en arc surbaissé et de lucarnes respectivement cintrées et triangulaires. Le corps de logis est flanqué au sud-est d'une tour carrée et d'une plus petite de même conception sur le pignon du nord-ouest, agrémentée avec de faux mâchicoulis.
À son extrémité nord-est, en retour d'équerre, se situe une aile accotée d'une tour hexagonale à trois niveaux dont un de combles. Elle est flanquée d'une tourelle que surplombe une flèche polygonale avec lucarnes.

### Le second corps de logis
Ce second corps de logis est de plus petite dimension et se trouve à l'est du premier. Sa décoration est de style néo-gothique. Ses fenêtres  sont surmontées d'arcs en accolade, et ses lucarnes sont à fronton aigu. Une tour carrée vient terminer l'extrémité ouest du bâtiment, avec une base à bossages dont la plus grande partie fut reconstituée et couronnée d'un faux chemin de ronde sur faux mâchicoulis.
Pas très loin sur l'ancien angle sud-est de l'enceinte se dresse une tour circulaire à base talutée et possédait d'origine un escalier intégré dans l'épaisseur du mur.

### Les appartements
Les pièces sont décorées de plafonds à la française, et une des chambres dite Chambre du Roi fut spécialement aménagée pour recevoir Jean Sobieski, roi de Pologne et mari de Marie-Casimire-Louise de La Grange d'Arquien.

### La bibliothèque
La célèbre bibliothèque fut vendue aux enchères à Drouot en plusieurs vacations en mai, juin et décembre 1990 et 1991 dans le cadre de la succession d'Emmanuel du Bourg de Bozas Chaix d'Est-Ange (1894-1990), fils adoptif d'Auguste Chaix d'Est-Ange et bibliophile.

### Parc et jardins
Le parc de 156 hectares est clos par un mur de 7 kilomètres de long. Il a été dessiné par l'architecte-paysagiste Edouard André en 1873 et est de style mixte.

### Les écuries
Ces écuries parées de marbre, copies de celles du château de Versailles, sont dues à Antonin du Bourg de Bozas, écuyer de Napoléon III, qui les fit construire dans les années 1880. Elles sont couvertes de toits brisés qu'éclairent de lucarnes. Elles servent actuellement de salle de réception : séminaires, mariages, manifestations de prestige.

### La régie du domaine
Cette dépendance fut restaurée et transformée aujourd'hui en gîte rural. Ce domaine familial a reçu un prix régional du Patrimoine pour sa restauration exemplaire.

## Seigneurs
- Sires de Prye, dont :
  - Gaucher de Prye, né vers 1100,
  - Geoffroy de Prye, né vers 1130,
  - Raoul de Prye, né vers 1190 et époux de Mathilde de Buzançais,
  - Jean de Prie (1285), selon Jacques Bretel, un certain Jean de Prie (seigneur originaire de Prye ?) se trouve au côté du comte de Sancerre parmi les invités du comte de Chiny à Chauvency-le-Château pour les festivités du tournoi ;
- Famille de La Platière ;
- La Grange d'Arquien ;
- Marie Casimire Louise de La Grange d'Arquien (Nevers, 1641-Blois, 1716), fille d'Henri Albert de La Grange d'Arquien, reine de Pologne par son mariage avec Jean III Sobieski ;
- 1771 : Du Bourg, branche aînée, celle des marquis de Bozas ;
- Emmanuel du Bourg de Bozas (1894-1990).

## Armoiries
| Blason | Blasonnement : « De gueules à 3 tiercefeuilles d'or » Commentaires : Armoiries portées par Jean de Prie, lors du Tournoi de Chauvency |

## Terriers et propriétés
- Château Lascombes provenant de la succession de Jean Théophile Gustave Chaix d'Est-Ange (1863-1923): à son décès en 1923, son fils adoptif, le comte Emmanuel du Bourg, le revendit au négociant écossais W. H. Chaplin & Co Itd de Glasgow;
- Château Saint-Hubert en Sologne, grand domaine agricole et propriété de chasse; château de style "néo-Louis XIII-Louis XIV" édifié de 1895 à 1897 pour le vicomte Robert du Bourg de Bozas; vendu en 1923 à une princesse de Caraman-Chimay; en 1935 deviendra séminaire, puis en 1974 une des propriétés françaises  de Jean-Bedel Bokassa « empereur » du Centrafrique, jusqu'à sa destitution;
- La Forge de Prye en 1812; elle devient la propriété de la marquise du Bourg de Bozas.

## Propriétaires depuis la Révolution française
Ce château est resté dans la même famille depuis le XVIIIe siècle;
- Antoine du Bourg de Bozas, époux de Marguerite Sipière. Parents de deux enfants : Antoine (né à Paris en 1866) et Robert (né à Vichy le 13 avril 1871), explorateur, mort au Niger en 1902, officier d'Académie, maire de La Fermeté en 1900;
- Antonin du Bourg de Bozas (1836-1922);
- Antoine-Emmanuel et Magdalena du Bourg de Bozas.